# Андреапол
Андреапол (на руски: Андреаполь) е град в Русия, административен център на Андреаполски район, Тверска област. Населението на града към 1 януари 2018 година е 7079 души.